# Прибутковий будинок на вулиці Володимирській 41
Прибутковий будинок на вулиці Володимирській, 41 — історичний чотириповерховий будинок у місті Києві за адресою вулиця Володимирська, 41.

## Історія
Будинок було зведено у 1900-х роках. На кожному поверсі розташовувалась квартира із семи кімнат. У підвалі будинку розміщувались житлові приміщення, пральня, склад аптекарських виробів та погріб. Нижні поверхи займали  аптека, яка функціонувала до середини 1980-х років, швейна майстерня,  п’ять магазинів, а верхні  — квартири. 

## Опис
Загальна кількість поверхів — чотири. Будинок є односекційним на підвалі. Центральну  частину будинку прикрашає ряд балконів.
На зовнішній лицьовій стороні будівлі елементи стилю неоренесанс, які  було виконано, враховуючи  всі форми декорування кутового будинку.  На фасаді розміщено однакову архітектурну композицію з трьох частин з двома бічними виступами невеликого виносу, які акцентовані на останніх поверхах канелюрованими пілястрами композитного ордеру. На верхніх поверхах будинку високі вікна, на яких розміщено наличники різноманітних форм з високими виразними вінцевими елементами. 